# Tomaso Antonio Vitali
Tomaso Antonio Vitali (1663-1745) là nhà soạn nhạc, nghệ sĩ đàn violin người Ý.

## Cuộc đời và sự nghiệp
Tomaso Antonio Vitali là con trai của Giovanni Battista Vitali. Ông học sáng tác ở Modela với Antonio Maria Pacchioni và làm việc trong dàn nhạc Este của triều đình từ năm 1675 đến 1742. Ông cũng là một giáo viên có các học sinh bao gồm Evaristo Felice dall'Abaco, Jean Baptiste Senaillé, Girolamo Nicolò Laurenti và Luca Antonio Predieri.
Năm 1706, Tomaso Antonio Vitali được bầu là Viện sĩ Viện Hàn lâm Philarmonic. Ông phục vụ trong dàn nhạc cung đình ở Modena cho đến cuối đời. Ông qua đời tại Modela.

## Tác phẩm
Tomaso Antonio Vitali sáng tác:
- Sonata:

- Cho 2 violin và cello
- Cho 2 violin và phần đệm của đàn organ

- Ông chủ yếu được biết đến với bản chaconne in G minor cho violin và bè trầm.[3]